# Elbeu
Elbeu ist ein Ortsteil der Stadt Wolmirstedt im Landkreis Börde in Sachsen-Anhalt.

## Lage
Direkt südlich des Ortes verläuft der Mittellandkanal. Westlich der Ortslage führt die Bundesstraße 189 vorbei, die ursprünglich durch Elbeu verlief.

## Geschichte
Elbeu lag ursprünglich direkt am Westufer der Elbe, deren Flussbett jedoch heute mehrere Kilometer weiter östlich verläuft. 1136 wird Elbeu als königliche Elbzollstätte genannt. Noch heute befindet sich ein im Kern wohl auf das Mittelalter zurückgehendes, als Zollhaus bezeichnetes Gebäude am südlichen Ortsausgang. Bedingt durch die strategisch wichtige Lage bestand südöstlich des Ortes im Mittelalter die markgräfliche Hildagsburg. Um 1300 entstand ein stetig an Bedeutung zunehmender östlicher Elbarm der zum eigentlichen Bett des Stroms wurde. Elbeu und die Burg verloren ihre Bedeutung. Noch heute ist an der Nord-Süd-Ausdehnung Elbeus und der stark nach Osten abfallenden Landschaft die ehemalige Lage am Fluss zu erkennen.
1803 wurde die durch Elbeu von Magdeburg über Wolmirstedt nach Stendal führende Chaussee gebaut. Um 1927 entstand der Mittellandkanal im Bereich Elbeu.
Am 14. Juli 1928 wurde von Bauarbeitern des Kanals und Elbeuern im Gasthaus Zum Stern der örtliche Sportverein SSV Stern Elbeu 1928 e.V. gegründet. Am 1. Juli 1950 wurde die Gemeinde Elbeu in das etwas weiter nördlich gelegene Wolmirstedt eingemeindet.

### Einwohnerentwicklung
| Jahr | Einwohner |
| ---- | --------- |
| 1842 | 344       |
| 1842 | 483       |
| 1933 | 950       |
| 1939 | 969       |
| 2003 | 647       |
| 2010 | 759       |
| 2014 | 783       |
| 2017 | 845       |
| 2020 | 951       |
| 2022 | 1007      |

## Politik
Der jetzige Ortsbürgermeister ist Herr Guido Kratzenberg von der Kommunalen Wählergemeinschaft Börde (KWG).
Der Ortschaftsrat Elbeu setzt sich aus 3 Mitgliedern zusammen, die letzte Wahl des Ortschaftsrates fand am 26. Mai 2019 statt und die Wahlbeteiligung lag bei 49,80 %. Die Mitglieder sind:
- Gellert, Mirko (CDU)
- Kratzenberg, Guido (KWG)
- Meyer, Frank (WWP)

## Bauwerke

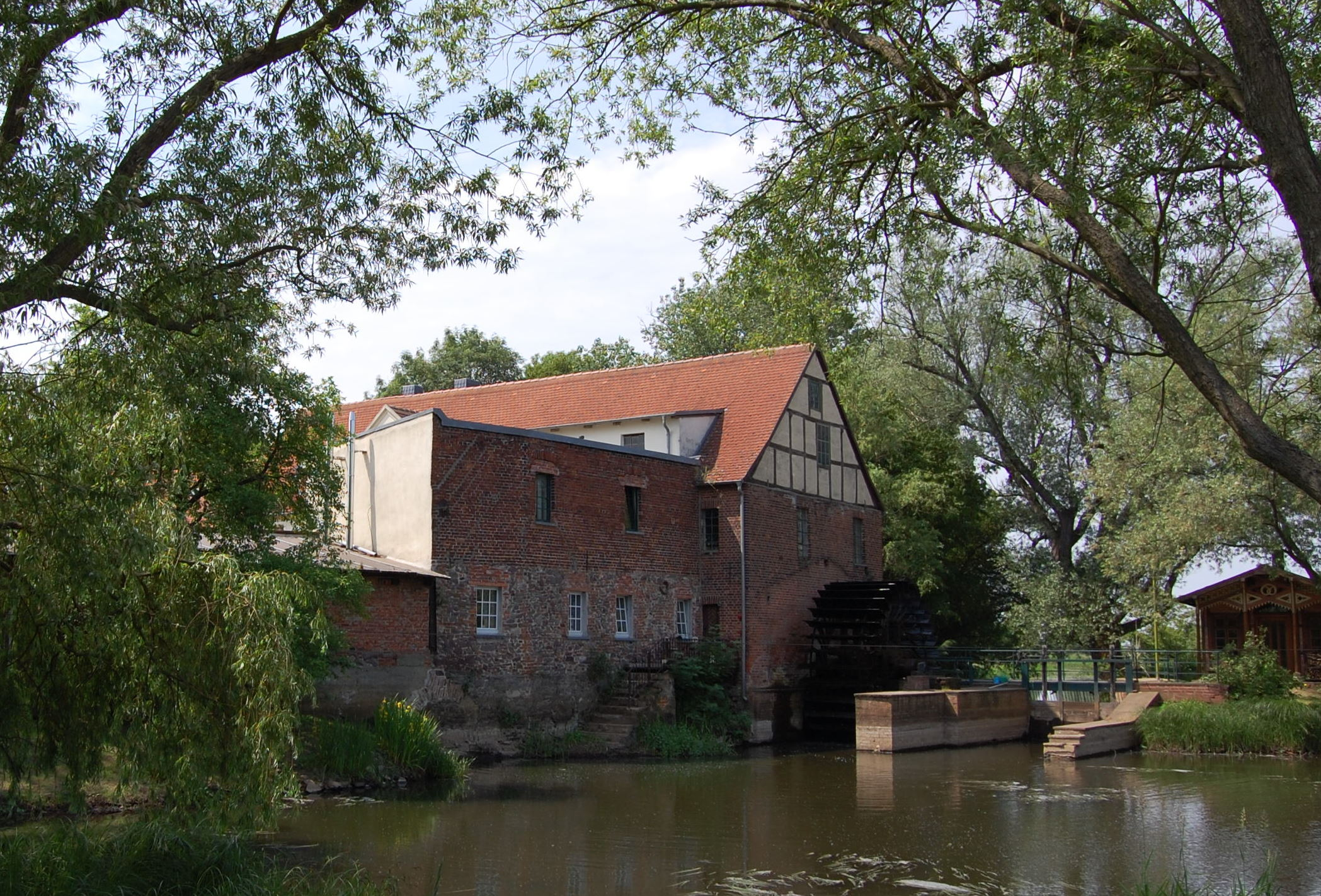
Vordermühle Elbeu

Die Dorfkirche Elbeu ist romanischen Ursprungs. Nördlich des Dorfs befindet sich die Vordermühle Elbeu, eine historische Wassermühle. Von der einst bedeutsamen Hildagsburg sind keine Reste geblieben.

## Persönlichkeiten
Ab 1842 war der bekannte Pädagoge Christian Wilhelm Harnisch (1787–1864) Pfarrer in Elbeu. Die gleiche Funktion übte von 1871 bis 1882 der Theologe und Generalsuperintendent der preußischen Provinz Sachsen Leopold Schultze aus.
- Wolfgang Wesemann (1949–2025), Radrennfahrer, geboren in Elbeu